# Holochlora indica
Holochlora indica är en insektsart som beskrevs av Kirby, W.F. 1906. Holochlora indica ingår i släktet Holochlora och familjen vårtbitare. Inga underarter finns listade i Catalogue of Life.